# 사형수의 딸
"사형수의 딸"은 1961년 공개된 대한민국의 영화이다.

## 배역
- 김진규 : 류정호 역
- 조미령 : 경애 역
- 이예춘 : 진대석 역
- 전영선 : 어린 옥희 역
- 엄앵란 : 옥희 역
- 이해룡
- 추석양